# Little 15
Little 15 ist ein Lied von Depeche Mode. Es erschien im Mai 1988 als vierte Single aus dem Album Music for the Masses.

## Entstehung und Musik
Little 15 ist eine von Streichern dominierte Synthpop-Ballade. Sie wurde von Martin Gore geschrieben und von der Band mit David Bascombe produziert. Die Aufnahmen fanden in den Konk Studios, London, statt, der Mix in den PUK Studios in Dänemark.

## Veröffentlichung und Rezeption
Little 15 erschien im Mai 1988 als Single, nachdem der französische Vertrieb den Song veröffentlichen wollte. Zunächst war durch die Band keine Singleveröffentlichung vorgesehen. Das Lied hatte es nur knapp auf das Album Music for the Masses geschafft. Allerdings konnte sich die Single nicht in Frankreich platzieren, dafür aber in einigen anderen Ländern. Sie erreichte Platz 60 in Großbritannien. In Deutschland konnte sich die Single auf Chartrang 16 platzieren wie auch in der Schweiz auf Platz 18 und in Österreich auf Platz 25. Die B-Seite ist der Song Stjarna (schwedisch für „Stern“), der von Martin Gore geschrieben und von Alan Wilder gespielt wurde. Auf der Maxi-Single ist zusätzlich der Titel Moonlight Sonata No. 14, im Original von Ludwig van Beethoven. Wilder hatte das Stück spaßeshalber im Studio gespielt, Martin Gore hatte dies heimlich mitgeschnitten.
16 Jahre später wurde der deutsche Electro-Musiker Ulrich Schnauss von der Band gebeten, zur Kompilation Remixes 81-04 einen Remix von Little 15 beizusteuern. In diesem Zuge erfolgte eine digitale Veröffentlichung des „Bogus-Brothers“-Mixes. Dieser war viele Jahre lang nur auf Bootlegs erhältlich.

## Musikvideo
Regisseur des in Sepia gehaltenen Musikvideos war Martyn Atkins. Es entstand unter anderem nahe dem Trellick Tower in London und wurde bei YouTube über 4,4 Millionen Mal abgerufen (Stand: Februar 2024).